# Don Carlos (1960)
Don Carlos ist eine 1960 hergestellte, österreichische Kinofassung des berühmten gleichnamigen Dramas mit Walther Reyer in der Titelrolle. Josef Gielen zeichnete für die Bühneninszenierung verantwortlich, Alfred Stöger für die Bildregie.

## Handlung
Der spanische Kronprinz Don Carlos trifft seinen Jugendfreund Marquis Posa wieder. Der Kämpfer für politische Erneuerung in Spanien will den Königssohn davon überzeugen, sich als Statthalter in die spanische Provinz Flandern schicken zu lassen, um dort einen Frieden zwischen der Kolonialmacht und den protestantischen Niederländern herzustellen. Carlos aber hat anderes im Sinn, er erzählt dem Marquis von seiner Liebe zu Elisabeth von Valois, die die zweite Frau seines Vaters, König Philipp II., und damit seine Stiefmutter geworden ist. Posa arrangiert ein Treffen zwischen Carlos und der neuen Königin. Bei diesem geheimen Rendezvous gesteht Carlos seiner Stiefmutter, dass er sie liebt. Elisabeth aber will ihrem Mann Philipp, den sie menschlich sehr schätzt, treu bleiben. Sie fordert von ihrem Stiefsohn, seine Liebe nicht ihr, sondern vielmehr seinem Vaterland zu widmen. Niedergeschlagen bittet Don Carlos daraufhin seinen Vater zur Versetzung nach Flandern, doch König Philipp glaubt, dass er für diesen Posten ungeeignet sei und will statt seiner den machthungrigen Herzog von Alba entsenden.
Als Carlos einen Liebesbrief der Prinzessin Eboli erhält, glaubt er, dass die Königin die Zeilen geschrieben habe. Doch die junge Absenderin ist eine Hofdame und liebt den Infanten, der wiederum ihre Gefühle nicht erwidert. Eboli soll auf Wunsch des Königs seine Mätresse werden und daher gezwungen werden, den Grafen Silva zu heiraten. Prinzessin Eboli ahnt, dass die Königin bezüglich Carlos ihre Konkurrentin ist. Sie glaubt, dass Elisabeth zwischen ihr, der Eboli, und ihrer Liebe zu Don Carlos steht. Eifersucht und Zorn über die Zurückweisung des Infanten lässt die Prinzessin dazu bringen, König Philipp über die Liaison seines Sohnes zu der Königin, die in Wahrheit jedoch keine ist, zu informieren. Derweil überredet Marquis Posa Don Carlos dazu, den kompromittierenden Liebesbrief der Prinzessin Eboli entgegen Carlos’ Absicht nicht der Königin zu zeigen und fordert ihn auf, sich lieber seinen alten Idealen und politischen Zielen zuzuwenden.
Der Herzog von Alba, ein Günstling des Königs und Intrigant gegen den Infanten, steckt dem König das Treffen zwischen der Königin und Don Carlos. Der generell misstrauische Philipp glaubt nun, dass ihn seine Gattin Elisabeth betrogen haben könnte, und beschließt, sie und Don Carlos ermorden zu lassen. Der König traut nur noch dem lebensklugen und welterfahrenen Marquis Posa und bittet diesen, in seine Dienste zu treten, was der Marquis jedoch zunächst ablehnt. Als Philipp ihn schließlich doch zu seinem Minister und engsten Berater benennt, wird Posa angehalten, das wahre Verhältnis zwischen dem Königssohn und der Königin auszukundschaften. Marquis Posa hat aber seine eigenen Pläne. Er hofft, mit der Königin und Don Carlos als seine Geistesverwandten, eine liberalere Politik Spaniens durchsetzen zu können und die Niederländer vom spanischen Joch zu befreien.
Als der König der Brief der Eboli an seinen Sohn entdeckt, und glaubt, dass es sich dabei um ein Schreiben seiner Gattin handelt, wittert der Monarch Hochverrat. Er lässt seinen eigenen Sohn – ausgerechnet von Marquis Posa – verhaften und in den Kerker werfen. Nach einigem Hin und Her erklärt sich der Marquis bereit, sich aus idealistischen Gründen für Don Carlos, den Freund, auf den er politisch stets setzte, zu opfern. Marquis Posa fällt, niedergestreckt von einem Schuss, und der Marquis sinkt tödlich getroffen zu Boden. Nun ist Don Carlos der letzte treue Freund abhandengekommen. Der König gibt dem Verlangen des spanischen Großinquisitors nach und liefert diesem seinen Sohn aus.

## Produktionsnotizen
Don Carlos ist eine Bühnenabfilmung einer Aufführung des Wiener Burgtheaters. Die Uraufführung fand am 11. November 1960 statt, die bundesdeutsche Erstaufführung am 2. Oktober 1961.
Die filmtechnischen Bauten gestaltete Leo Metzenbauer.

## Kritiken
Paimann’s Filmlisten resümierte: „Der, durch sich überschneidende Handlungen etwas verwickelte Stoff ist in Bühneninszenierung und Jamben-Dialogen nicht leicht zu überblicken.“

„Das Drama von Schiller in der stark gekürzten und deshalb den Sinnzusammenhang etwas beeinträchtigenden Filmaufzeichnung einer Burgtheater-Aufführung.“